# Belcoo
Belcoo är en ort i Storbritannien.   Den ligger i riksdelen Nordirland, i den västra delen av landet, 600 km nordväst om huvudstaden London. Belcoo ligger 58 meter över havet och antalet invånare är 486. Den ligger vid sjön Lough Macnean Lower.
Terrängen runt Belcoo är huvudsakligen kuperad, men den allra närmaste omgivningen är platt. Belcoo ligger nere i en dal. Runt Belcoo är det glesbefolkat, med 13 invånare per kvadratkilometer. Närmaste större samhälle är Enniskillen, 15,8 km öster om Belcoo. Trakten runt Belcoo består i huvudsak av gräsmarker.